# Caiman yacare
Caiman yacare (кайман жакаре) — до недавнього часу вважався підвидом Caiman crocodilus. Зовні схожий на останнього, досягаючи довжини 2,5—3 м. Іншу свою назву, кайман піраньєвий, вид отримав за характерну будову зубів, при якому довгі зуби нижньої щелепи можуть виходити за межі верхньої щелепи.

## Поширення
Мешкає Caiman yacare на півночі Аргентини, на півдні Бразилії, в Болівії та Парагваї. Ареал цього виду каймана заходить на південь за річку Ла-Плата.

## Особливості біології
Населяє болота і заболочені низовини, часто ховається серед плавучих островів. 
Живиться водними безхребетними (особливо равликами) і хребетними — рибами, рідше зміями. У сезон розмноження, в середині сезону дощів самки споруджують гнізда, в які відкладають 21—38 яєць. У районах, де каймани активно винищуються, самки залишають гнізда після того, як відкладуть яйця; в інших — залишаються поряд з кладкою. Дитинчата вилуплюються в березні.

## Охорона
На більшій частині ареалу стан природних популяцій виду залишається більш-менш стабільним. Саме тому він, згідно Червоного списку МСОП, отримав охоронний статус «відносно благополучний вид». Але в окремих регіонах спостерігається тенденція до зниження чисельності популяції виду. Тому Caiman yacare занесений до Додаток II конвенції CITES. Чисельність оцінюється в 100 000—200 000 особин. Діють спільні програми з охорони цього каймана в Болівії, Бразилії та Аргентині. У Бразилії та Аргентині працюють крокодилячі ферми.

## Систематика
Один із 3 видів роду кайманів (Caiman).
Станом на 2024 рік описано 2 підвиди:
- Caiman yacare yacare;
- Caiman yacare medemi.